# Orientation bibliographique en botanique européenne et méditerranéenne

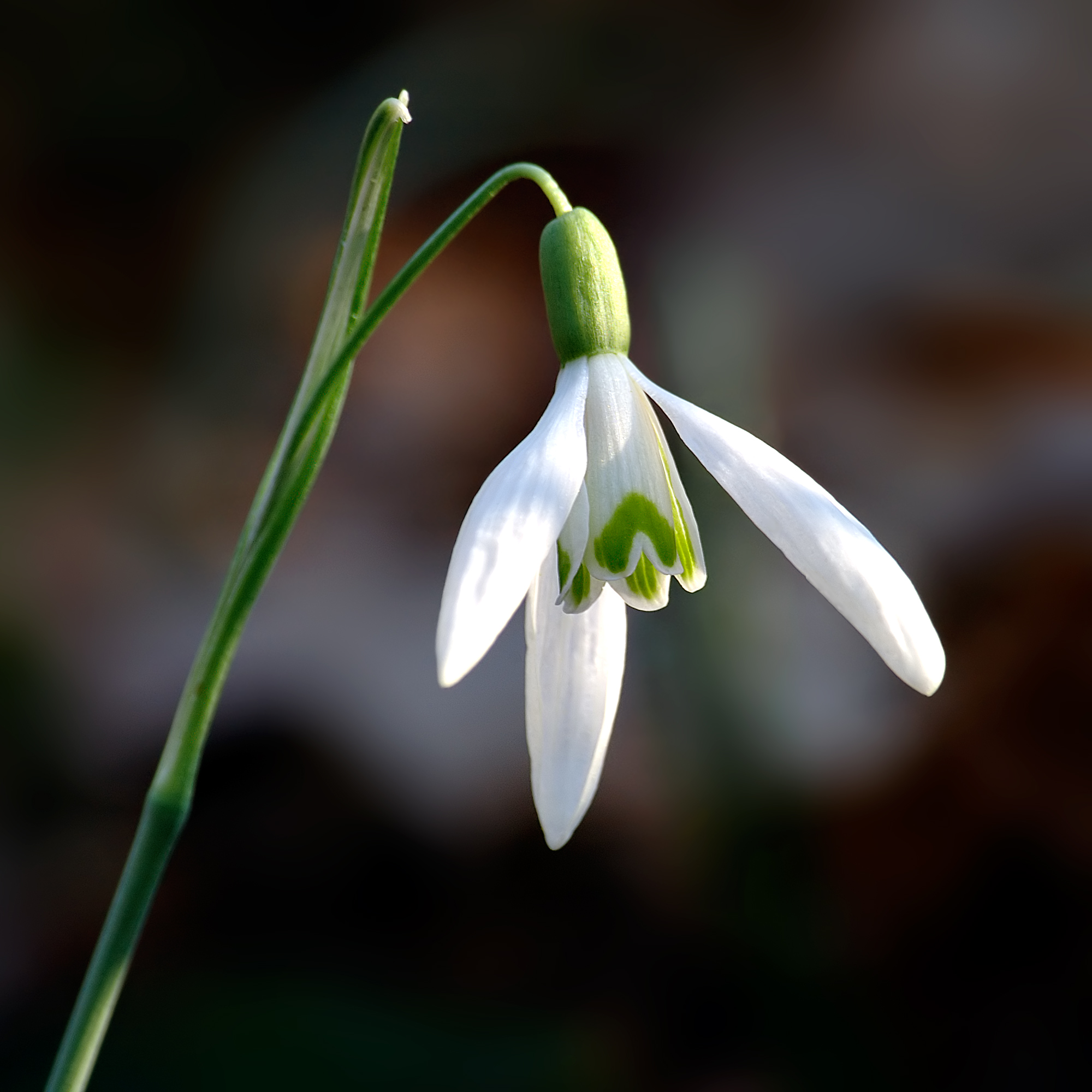
Galanthus nivalis

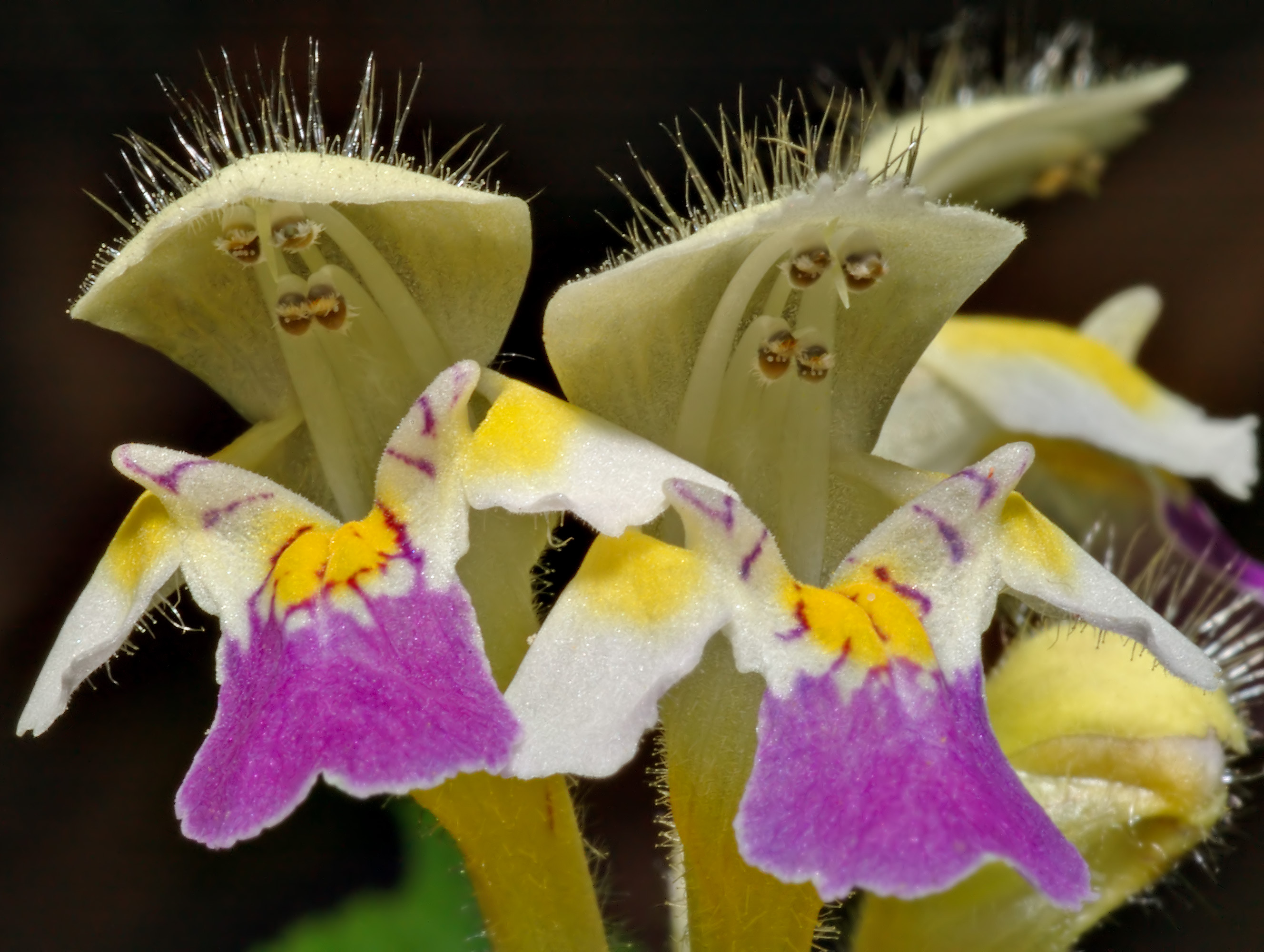
Galeopsis speciosa

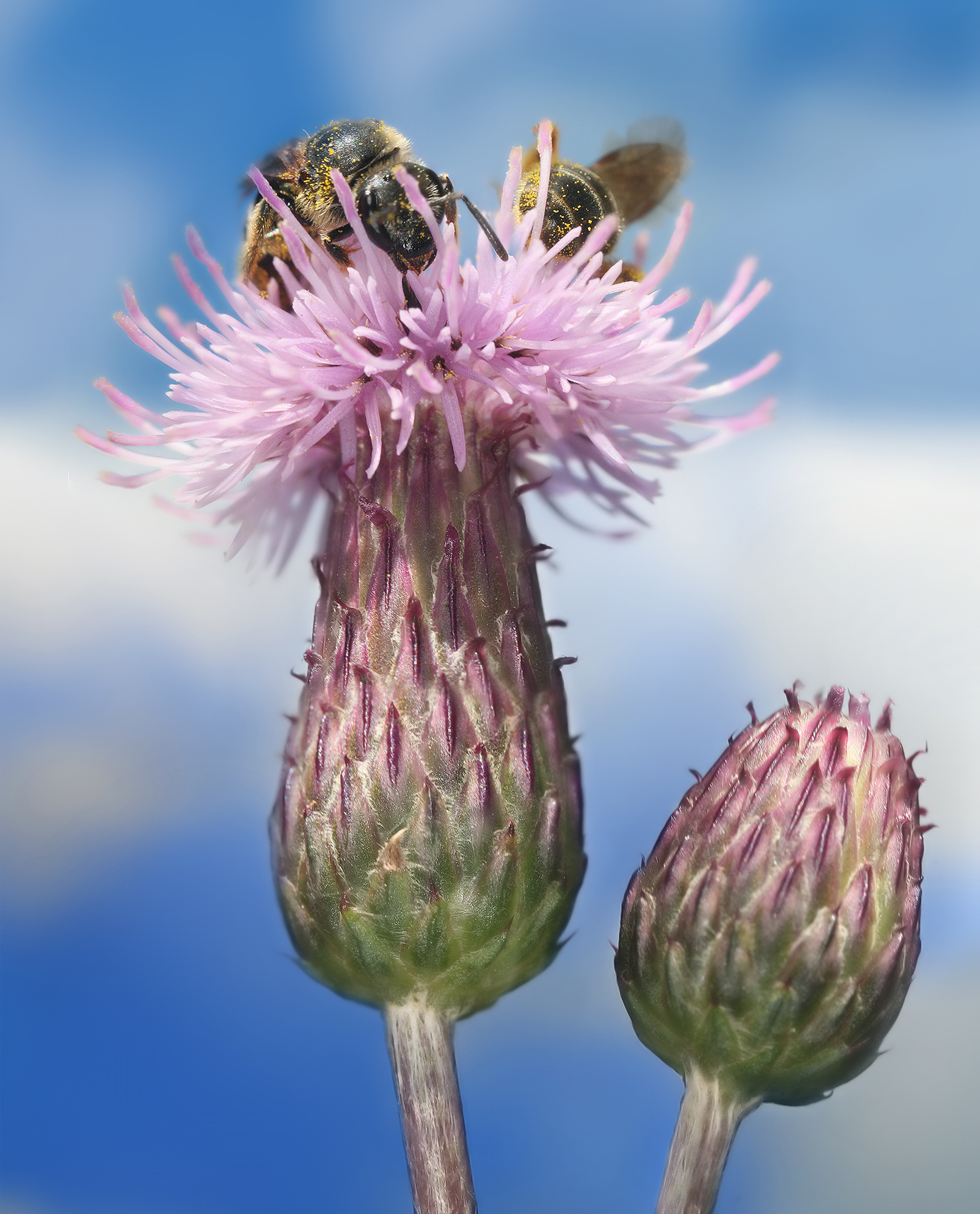
Cirsium arvense

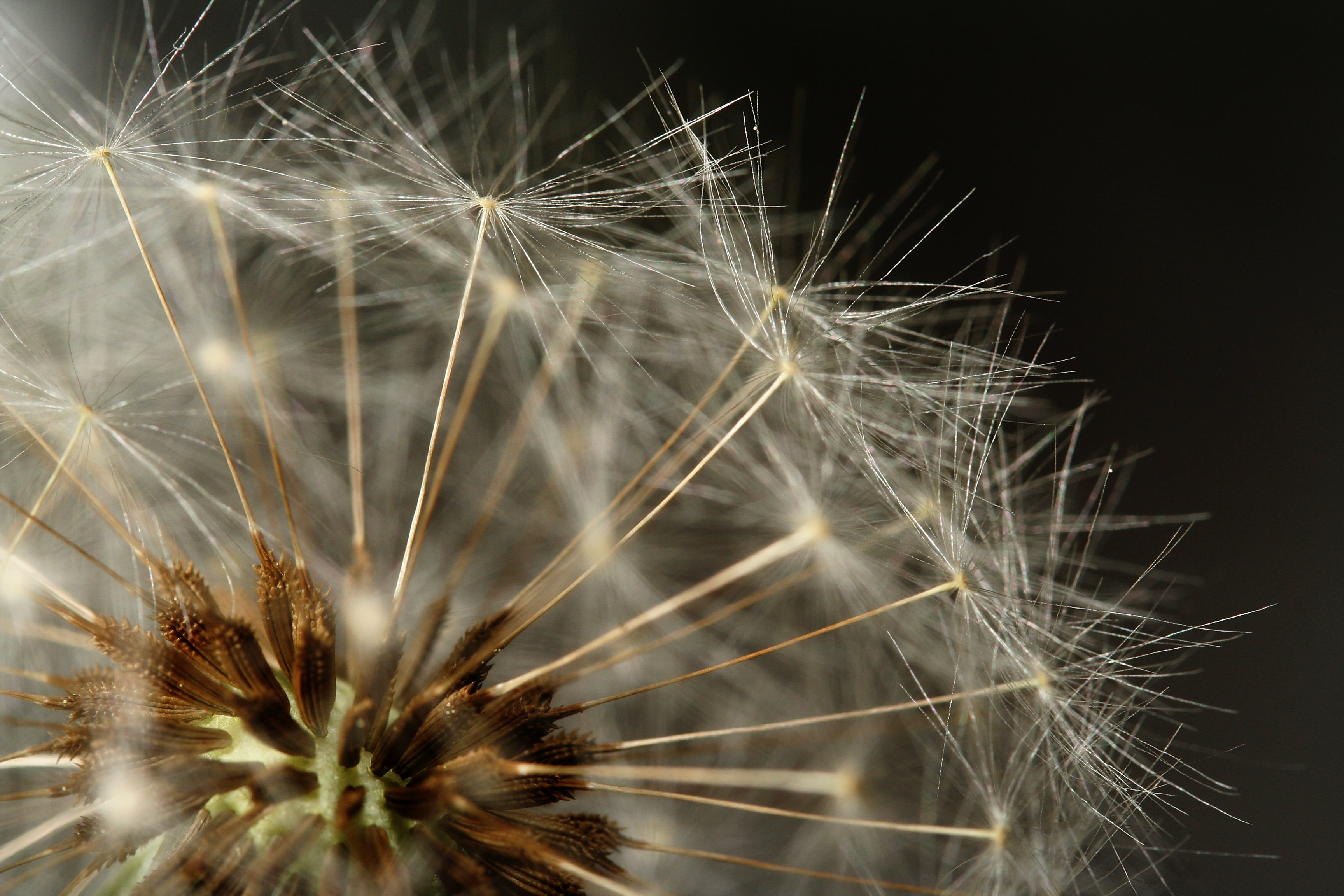
Taraxacum

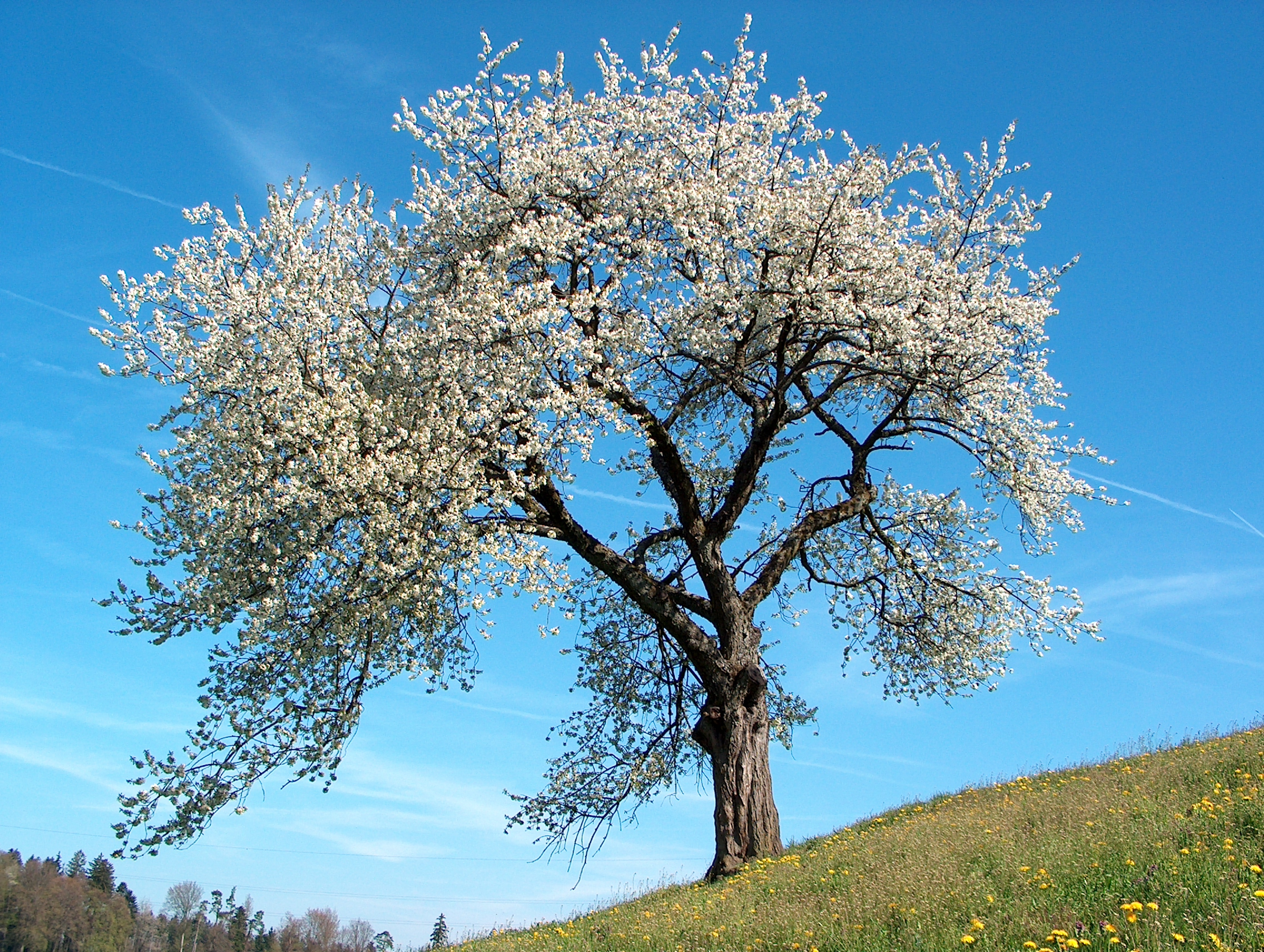
Prunus cerasus

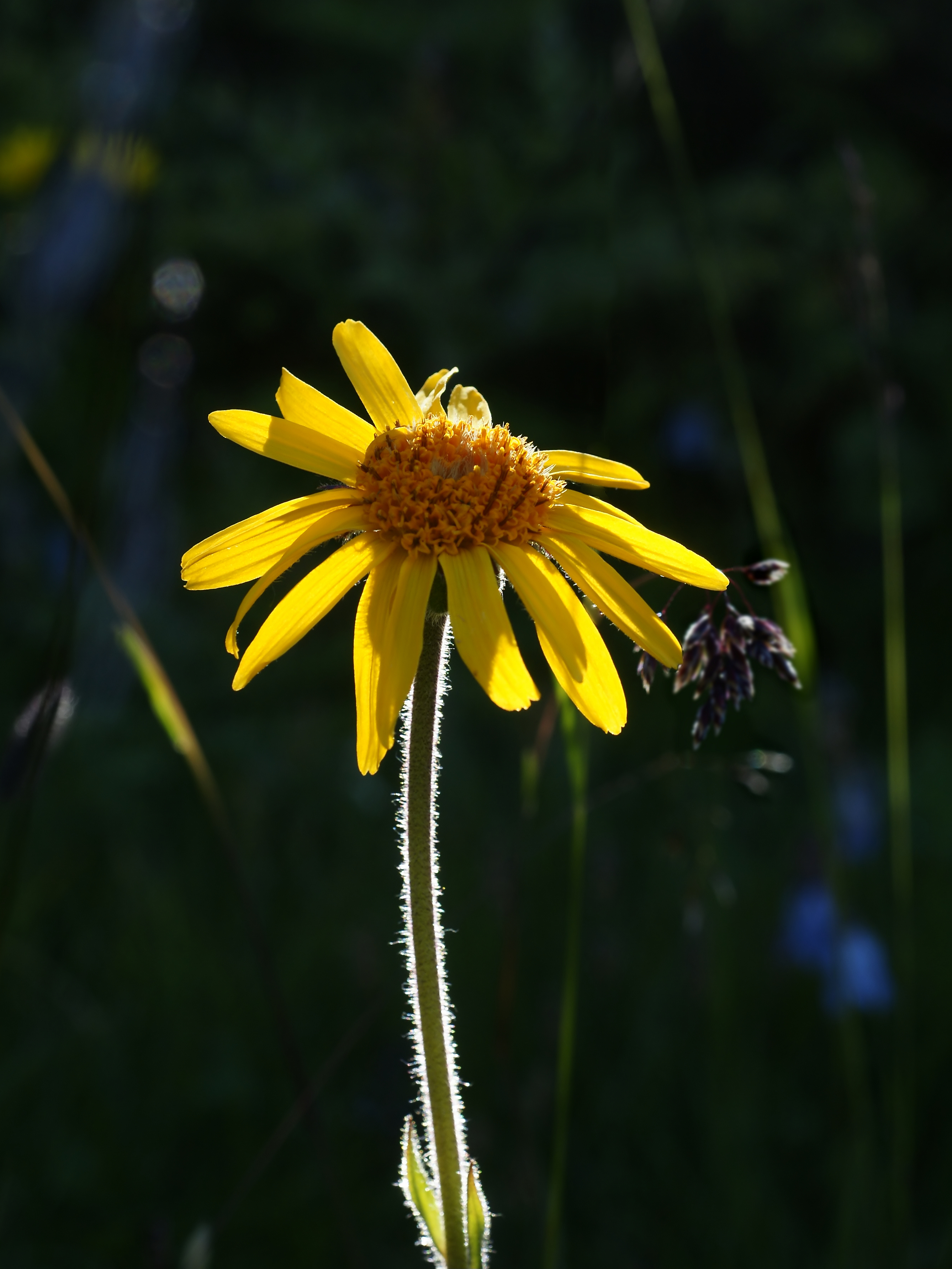
Arnica montana

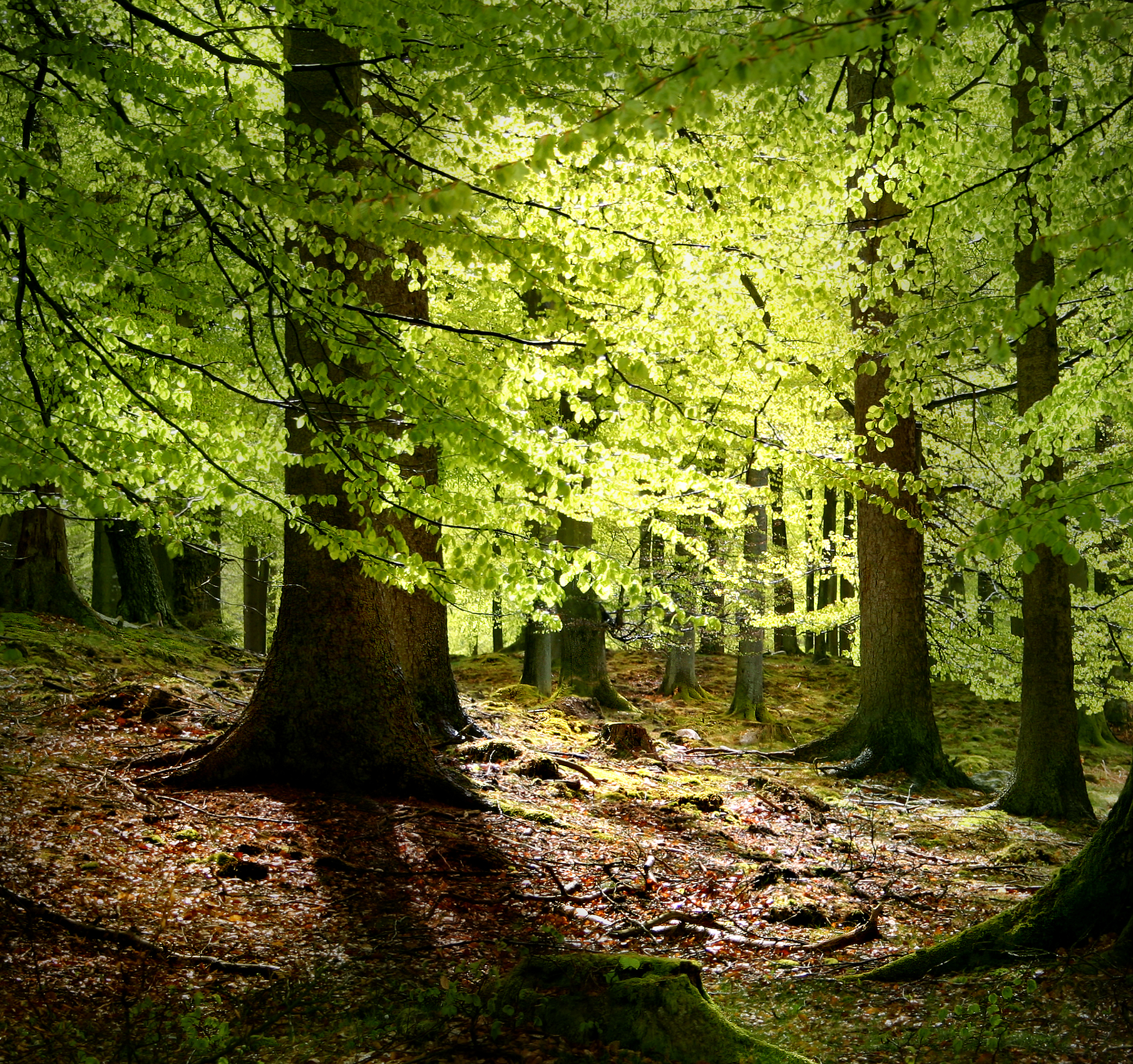
Fagus sylvatica

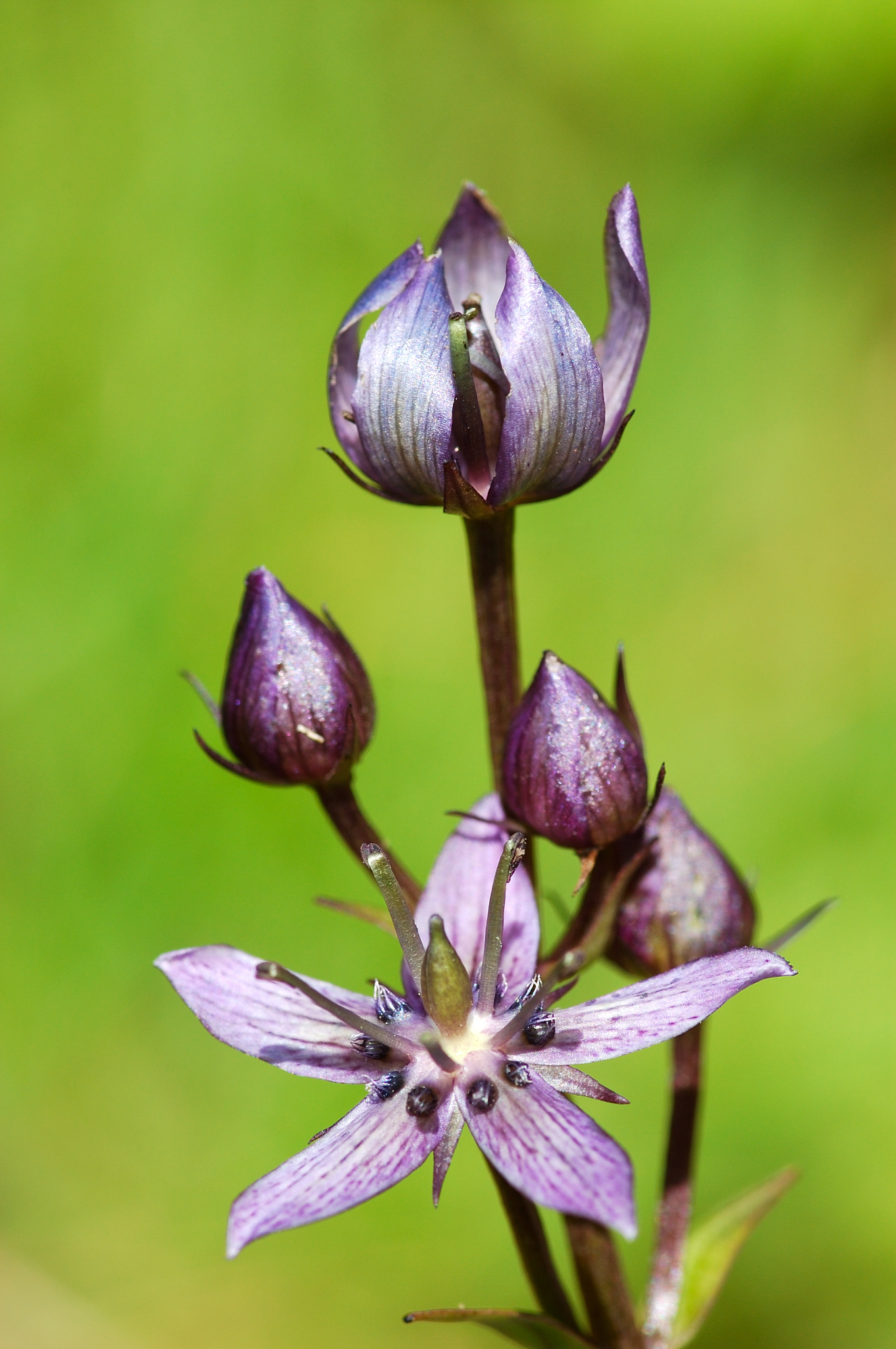
Swertia perennis

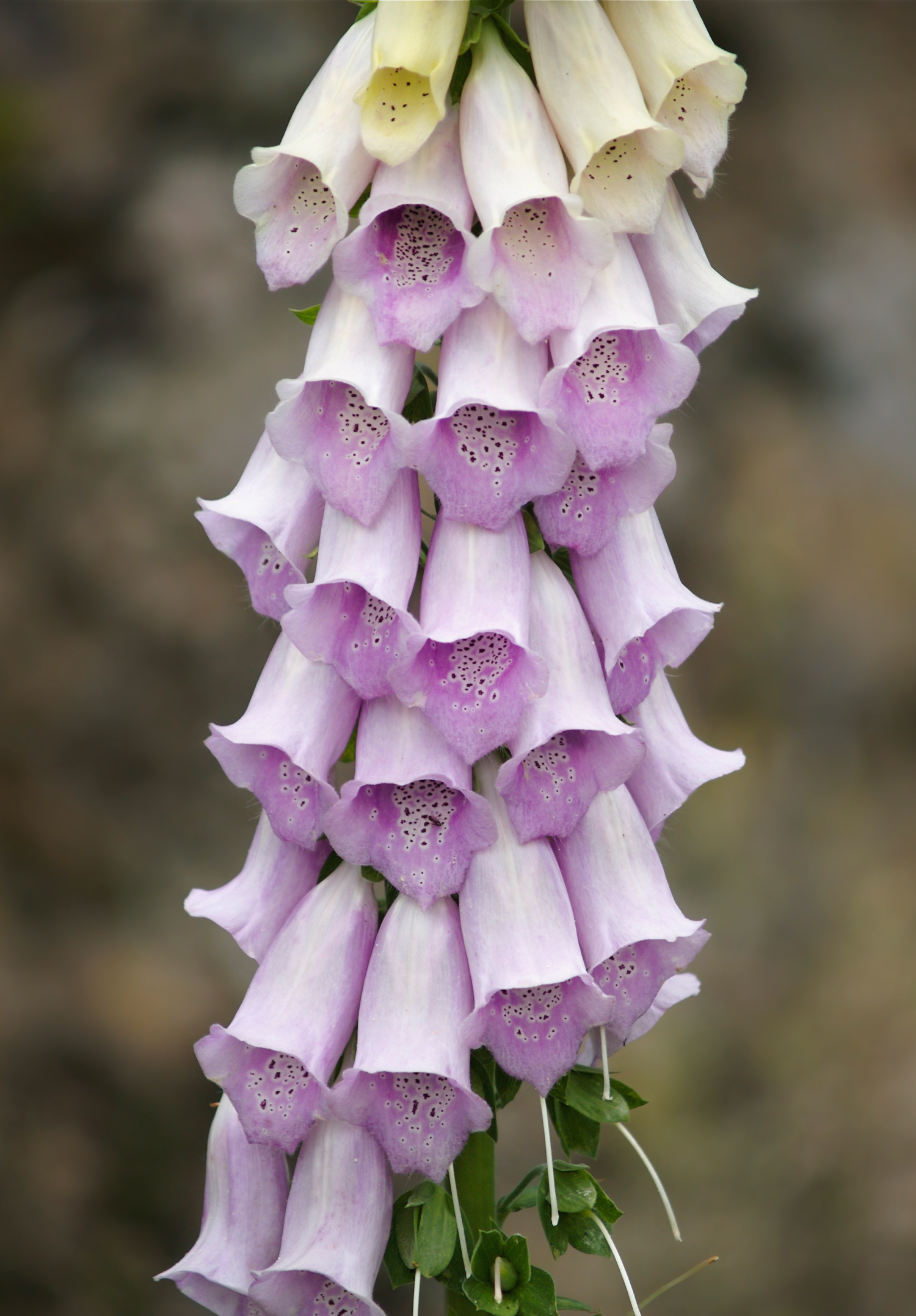
Digitalis purpurea

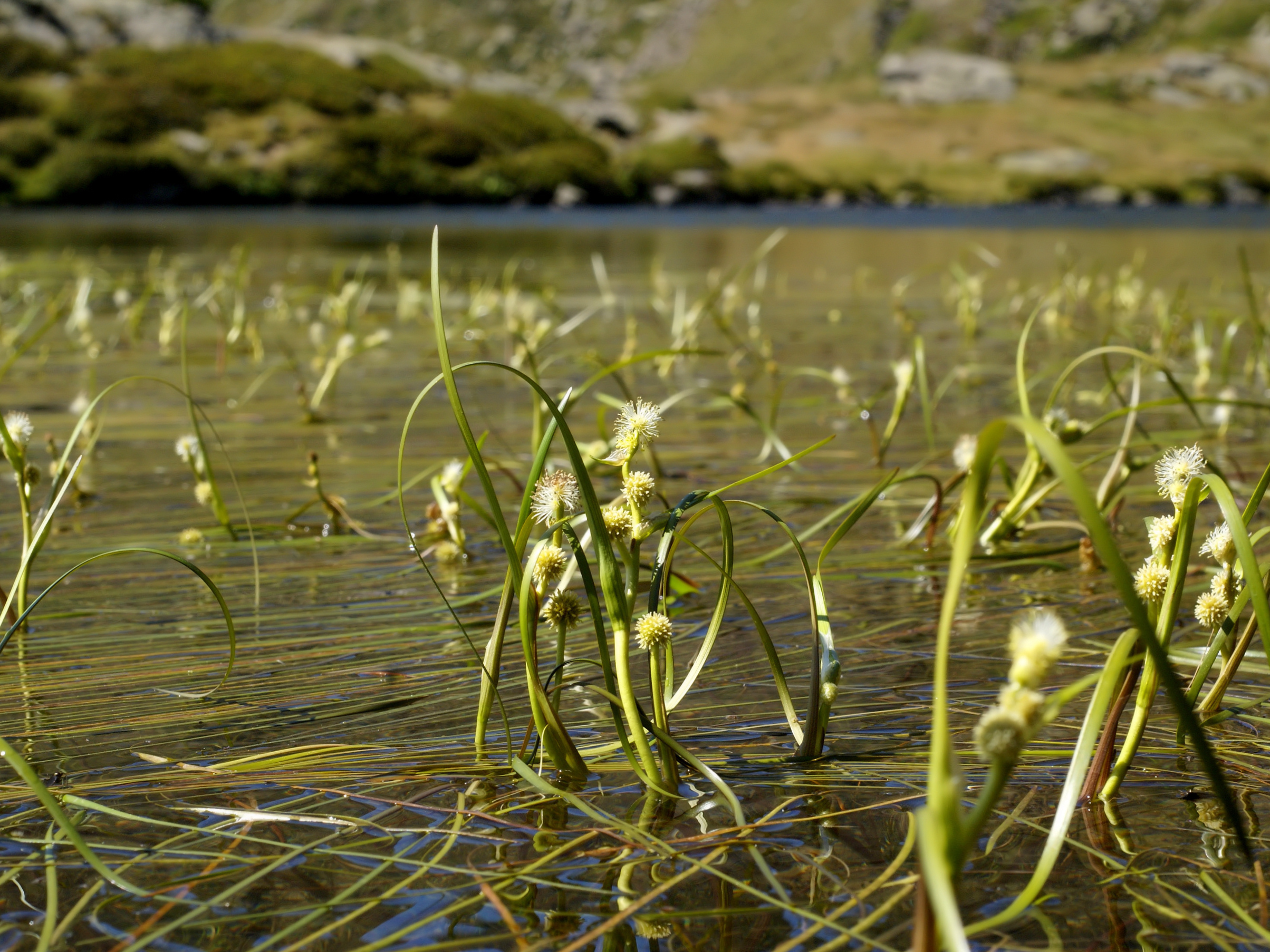
Sparganium angustifolium

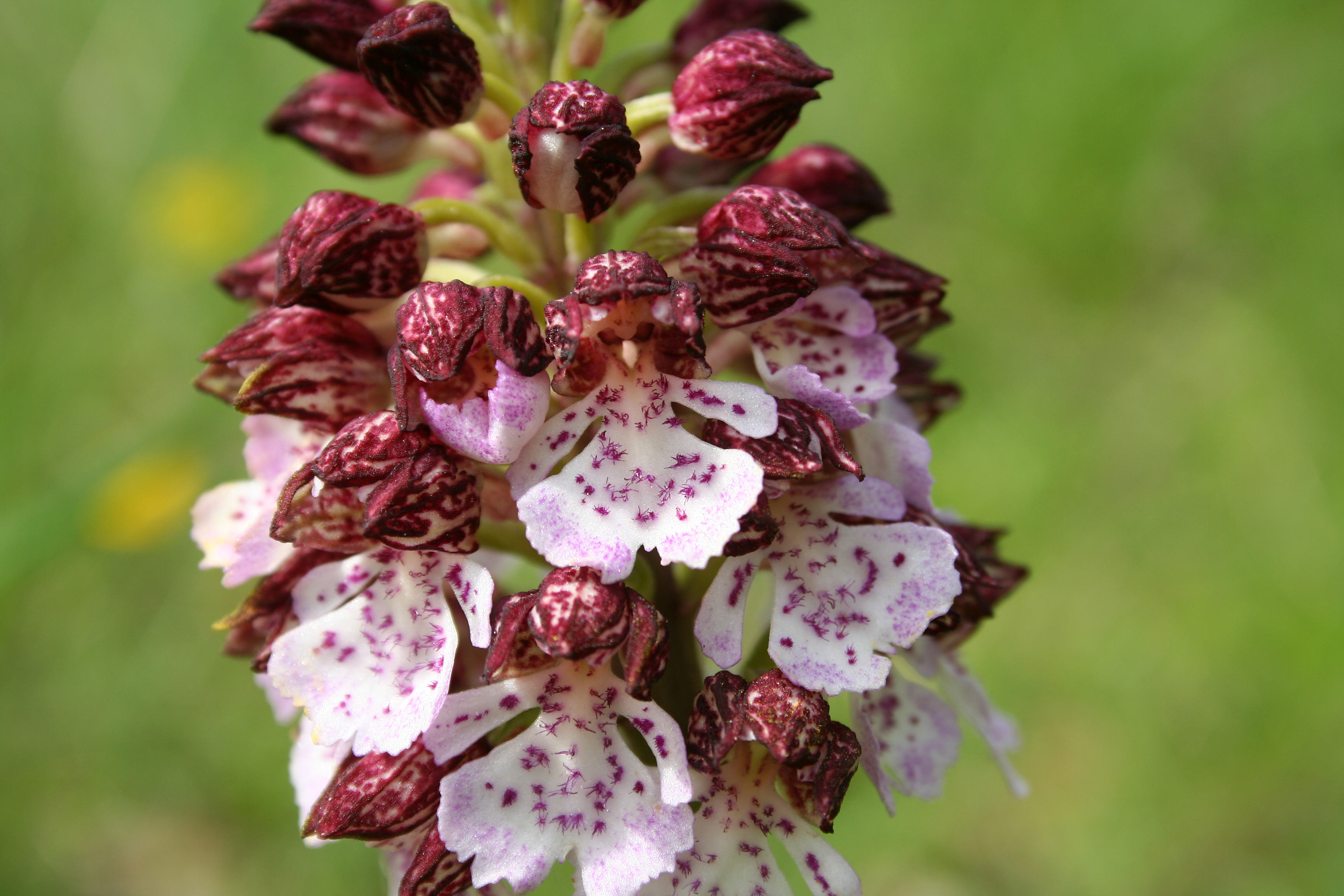
Orchis purpurea

Cet article présente une liste non-exhaustive de références relatives à la botanique européenne et méditerranéenne via une liste d'ouvrages, de publications ou de sites Web reconnus par la communauté scientifique comme incontournables ou majeurs, qu'ils soient généraux ou plus ciblés. 

## Ouvrages pour néophytes
- La flore d'Europe occidentale, Marjorie Blamey, Christopher Grey-Wilson, 24/06/2003, Flammarion -  (ISBN 2-08-200995-5)

Flore portant sur les plantes vasculaires d'Europe occidentale (non méditerranéennes) d'accès très facile aux illustrations fidèles très fournies
- Guide des fleurs sauvages R. Fitter, A. Fitter, M. Blamey, 11/04/2002, Delachaux & Niestlé -  (ISBN 2-603-01054-9)

Flore de poche du précédent
- Toutes les fleurs de Méditerranée. Les fleurs, les graminées, les arbres et arbustes, Christopher Grey-Wilson, Marjorie Blamey, 19/05/2004, Delachaux et Niestlé -  (ISBN 2-603-01487-0)

Guide non exhaustif de la flore méditerranéenne.
- Guide complet des fleurs de montagne, Marjorie Blamey, Christopher Grey-Wilson, 01/02/1993, Delachaux et Niestlé -  (ISBN 2-603-00700-9)
- Guide des graminées, carex, joncs et fougères - Toutes les herbes d'Europe, Richard Fitter, Alastair Fitter, Ann Farrer (Illustrateur), 13/06/1997, Delachaux et Niestlé, Collection Les guides du naturaliste -  (ISBN 2-603-00752-1)
- Guide des plantes et fleurs de l'Europe  Oleg Polunin et Gérard G. Aymonin Ed. Nathan 1978

## Ouvrages généraux
Pour en voir plus : aller par ici et par là
- La botanique redécouverte, Aline Raynal-Roques, 11/09/1997, Belin -  (ISBN 2-7011-1610-4)

Cet ouvrage aborde des sujets généraux aussi divers que la nomenclature, la systématique, la biologie, les adaptions…
- Aux Origines des plantes. Tome 1, Des plantes anciennes à la botanique du XXIe siècle, Francis Hallé, Serge Aubert, Denis Barabé, Daniel Barthélémy, 01/10/2008, Fayard -  (ISBN 978-2-213-62836-3)
- Aux Origines des plantes. Tome 2, Des plantes et des hommes, Francis Hallé, Pierre Lieutaghi, 01/10/2008, Fayard -  (ISBN 978-2-213-63050-2)
- Dictionnaire de Biogéographie végétale, Antoine Da Lage, Georges Métaillé, 15/09/2005, CNRS -  (ISBN 2-271-06367-1)

## En Europe (hors Méditerranée)
- Flora Europaea : Psilotaceae to Plataceae, vol 1, 2, 3 et 4 TUTIN (T. G. ) ; et al. 1968 - 1993, en Anglais ; Cambridge University Press, Cambridge.

Flora Europaea constitue actuellement la référence européenne en botanique, et tout particulièrement dans les domaines de la nomenclature et de la systématique. Ce travail collectif a fait appel à des botanistes de tous les pays d'Europe. Il en résulte non seulement une synthèse, mais aussi une révision remarquable des connaissances de la flore vasculaire européenne.
- Atlas Florae Europaea, Distribution of Vascular Plants in Europe

Un projet à la même échelle que Flora europaea. Tous les volumes sont en anglais. Les volumes 1-3 sont publiés par Cambridge University Press et tous les suivants par Societas Biologica Fennica Vanamo. Les 13 volumes de l'atlas publié couvrent jusqu'ici plus de 20 % des plantes vasculaires de la flore européenne (Lycopodiaceae - Rosaceae). Plus de volumes sont en préparation.
- Map of the Natural Vegetation of Europe / Karte der Natürlichen Vegetation Europas: Part 1. Explanatory Text With CDrom, Part 2. Legend (Folded Maps), Part 3. Legend (Rolled Maps), U Bohn and R Neuhäusl, BfN-Schriftenvertrieb, 2003,  (ISBN 3784338372), (ISBN 3784338097),  (ISBN 3784338364)

Carte de la végétation naturelle de l'Europe à l'échelle 1:2.5 million, en 3 tomes (anglais et allemand)
- Site internet Flora europaea
- Flora alpina 3 volumes : Tome 1, Lycopodiaceae-Apiaceae; Tome 2, Gentianaceae-Orchidaceae; Tome 3, Index, David Aeschimann, Konrad Lauber, Daniel-Martin Moser, Jean-Paul Theurillat, 03/06/2004, Belin  (ISBN 2-7011-3899-X)

Toutes les plantes présentes dans l'arc alpin sont citées dans cet ouvrage. Une photo, une carte de présence/absence au niveau départemental (ou cantonal selon les pays) ainsi que des éléments de phytosociologie et d'écologie font de ce livre une aide précieuse pour le botaniste malgré l'absence de clé de détermination.
- Flora Nordica, 12 volumes, Thomas Karlsson, Swedish Royal Academy of Sciences

Flora Nordica est un projet est mené par le Muséum suédois d'Histoire naturelle en coopération avec la fondation Bergius et combine les efforts de beaucoup de spécialistes dans les pays nordiques pour mettre au point un traitement taxonomique et biogéographique scientifique des plantes sauvages et naturalisées se développant en Suède, en Norvège, au Danemark, en Finlande, en Islande et sur les îles Féroé et les Îles arctiques norvégiennes. Trois volumes sont d'ores et déjà sortis sur douze prévus.
- Site internet : Nordflor
- Flora of the Baltic Countries, Compendium of Vascular Plants Vol 1, 2 et 3, V Kuusk, L Tabaka and R Jankeviciene Ed. Sulemees

Projet de l'Académie des Sciences estonienne, ce travail présentera la composition floristique de la région baltique et ses particularités ainsi que la distribution géographique des espèces. Lorsqu'il sera complet, il se composera de trois volumes, écrit en russe et, parallèlement, en anglais.
- Orchids of Europe, North Africa and the Middle East, Pierre Delforge, A & C Black, 2006,  (ISBN 071367525X)

Ouvrage de référence en anglais, de nombreuses photographies
- Ophrys, The Bee Orchids of Europe, Henrik Aerenlund et Niels Faurhodt, Royal Botanic Gardens, Kew, 2007 -  (ISBN 9781842461525)

Ouvrage complet accompagné de nombreuses photographies et cartes, en anglais
- Les orchidées de France, Belgique et Luxembourg, Collectif, 01/11/2005 Biotope -  (ISBN 2-914817-11-8)

Ouvrage de la Société Française d’Orchidophilie accompagné d'une documentation riche comportant, description, biotope ainsi qu'un guide photographique complet. La référence dans le domaine
- Susswasserflore von mittleleuropa, Gustav Fischer Verlag, Ed : A Pascher

Flore d'eau douce de l'Europe, une série de clefs d'identification, sur 24 volumes. Chaque volume contient des figures/tables et avec le texte en allemand.
- Détermination des ligneux en hiver. Avec 1450 aquarelles, Bernd Schulz, 09/11/1999, Ulmer -  (ISBN 2-84138-098-X)

Ouvrage complet riche en illustrations portant sur les bourgeons latents des ligneux d'Europe occidentale. La référence dans le domaine.

### En Suisse
- Clé d'identification illustrée des plantes sauvages de nos régions. Suisse Normande et zones limitrophes de la plaine à l'étage alpin, Jeanne Covillot, 12/2007

Clé d'identification facile d'accès : fonctionne sur les Alpes et l'Est de la France (Édition personnelle contacter directement l'auteure : Jeanne Covillot - 2, Chemin de la Fontaine - 1224 Chêne-Bougeries - Suisse)
- Flore de la Suisse et des territoires limitrophes - Le nouveau binz, 3e édition, David Aeschimann, 01/01/2005, Haupt (Paul),  (ISBN 3-258-06946-8)

Fonctionne sur les Alpes et l'Est de la France. Son format de poche la rend très pratique pour l'emmener sur le terrain. Elle est complétée par un livre comprenant les dessins au trait des espèces décrites.
- Flora Helvetica. Flore illustrée de Suisse, 2e édition, Konrad Lauber, Gerhart Wagner, 01/07/2007, Belin -  (ISBN 978-2-7011-4625-6)

Cette flore couvre seulement la Suisse. Elle est donc moins complète que le Binz, mais elle a le gros avantage de présenter une photo par espèce, ce qui aide beaucoup pour les déterminations.
- Flora Vegetativa (édition française), S. Eggenberg, A. Möhl, 2008, Éditions Rossolis

Ce livre permet la détermination des espèces végétales de Suisse sur la base des caractères végétatifs.
Sites internets
- Flore de la Suisse
- Flore du Jura suisse

### En Belgique
- Nouvelle flore de la Belgique, du Grand-Duché de Luxembourg, du Nord de la France et des régions voisines 5e édition, Jacques Lambinon, Léon Delvosalle, Jacques Duvigneaud, Collectif, 01/01/2004, Jardin botanique de Belgique -  (ISBN 90-72619-58-7)

Cette flore est très bien faite pour les espèces de plaine. On ne l'utilisera pas pour la montagne. Les espèces aquatiques et les plantes des zones humides notamment présentent des clés de déterminations très détaillées.
- Flore de la Belgique (Ptéridophytes et spermatophytes) à l'usage des étudiants de candidature : quatrième édition, C. Evrard, B. Bastin, J. R. De Sloover et al., 1993, Artel s. c., Louvain-la-Neuve.

Spécialement conçue pour les botanistes débutants ou amateurs, cette flore se caractérise par la simplicité et l'efficacité des clés de détermination. Elle permet d'identifier 1364 espèces, c'est-à-dire la majeure partie de la flore belge, les raretés étant exclues. La description des espèces fait juste 2 ou 3 lignes et ne comporte pas de dessins (hormis quelques croquis) ; ce n'est pas le but de l'ouvrage! Son format de poche est séduisant et invite à herboriser.

### En France
- Flore d'Île-de-France, de très haut niveau scientifique, intégralement et remarquablement illustrée. Orientée sur l'Île-de-France, pertinente pour l'ensemble du Bassin parisien et au-delà. Une référence. 970p, auteurs : Philippe Jauzein et Olivier Nawrot ; Éditions Quaë, 2011.  (ISBN 978-2-7592-0947-7). http://www.quae.com/fr/r1332-flore-d-ile-de-france.html
- Flore descriptive et illustrée de la France, de la Corse et des contrées limitrophes, Tomes 1, 2, 3, Hippolyte Coste, réédition de 01/04/1998, Albert Blanchard  (ISBN 2-85367-058-9)

Malgré son ancienneté (début du XXe siècle), cette flore offre la possibilité de déterminer facilement et précisément les espèces. Cette flore est encore de référence mais de nouvelles espèces ont été décrites et la nomenclature n'est pas totalement actualisée.
- Suivent 7 suppléments de P. Jovet et R. De Villmorin, 1984, Albert Blanchard, Paris

Ces suppléments complètent et actualisent la flore de l'Abbé COSTE. Il s'agit d'une véritable révision de ce travail, synthèse des connaissances acquises depuis la parution de la flore de l'Abbé Coste. Ainsi, la nouvelle nomenclature de chaque taxa est proposée, de même que les évolutions de la systématique. Pour les groupes particulièrement remaniés, de nouvelles clés de détermination ont été réalisées. Ces ouvrages, au nombre de sept, suivent l'organisation adoptée dans la flore de l'Abbé Coste.
- La Grande flore en couleurs, Gaston Bonnier, 1990 Belin  (ISBN 2-7011-1361-X)

Rééditée en  chez Belin, cette flore en 4 volumes plus un index comporte 2 volumes de planches en couleur. Malgré son âge (Début du XXe siècle), les planches facilitent la détermination des plantes.
- Flore complète portative de la France, de la Suisse, de la Belgique - Pour trouver facilement les noms des plantes sans mots techniques, Gaston Bonnier, Georges de Layens, 01/11/1996, Belin -  (ISBN 2-7011-1000-9)

Clé portative de Gaston Bonnier
- Flore de France, tome 1 : Ptéridophytes-Centrospermales, tome 2 : Juglandales-Tricoques, tome 3 : Polycarpiques-Aristolochiales, tome 4 : Pariétales-Synanthérales, tome 5 : Rosales-Myrtales, Guinochet M. & de Vilmorin R., CNRS, Douin éditeur, Paris Paris, 1973-1984
- Le Livre Rouge de la Flore Menacée de France, Tome 1, Espèces Prioritaires, Tome 2 Espèces à Surveiller, Moins Menacées que les précédentes,  L'Olivier, J-P Galland and H Maurin, Muséum National d'Histoire Naturelle

Revues :
- Acta Botanica Gallica, Bulletin de la Société Botanique de France, Parution trimestrielle
- Le Monde des Plantes, Intermédiaire des botanistes (3 à 4 numéros par an), Association gestionnaire du Monde des Plantes, Conservatoire botanique national de Midi-Pyrénées
- Adansonia, revue bisannuelle de biologie végétale éditée par le Muséum national d'histoire naturelle et téléchargeable gratuitement.
- HOMMES & PLANTES, trimestriel publié par le Conservatoire français des collections végétales spécialisées (CCVS). Richement illustrée, cette revue est écrite par des professionnels et des amateurs passionnés.
- La Garance voyageuse, revue associative trimestrielle

Sites internet :
- Index synonymique de la Flore de France : sur l'Inra
- Tela botanica
- Inventaire national du patrimoine naturel français
- Liste des espèces végétales protégées en France métropolitaine

#### Atlas de France
- Atlas de la Flore de France, Pierre Dupont, 1990, Muséum d'histoire naturelle, Paris 10

- Flore lyonnaise, Nétien Georges, Éd. Société Linnéenne de Lyon, 1993.
- Complément à la Flore lyonnaise, Nétien Georges, Ed. Société Linnéenne de Lyon, 1996.
- Flore d'Auvergne, Ernest Grenier, 1992, Société Linnéenne de Lyon, Lyon
- Atlas de la flore d'Auvergne, Philippe Antonetti, Éric Brugel, Francis Kessler, Jean-Pierre Barbe, Maryse Tort, 01/09/2006, Conservatoire Massif central  (ISBN 2-9524722-0-3)
- Atlas des Plantes Rares ou Protegees des Hautes-Alpes, Édouard Chas et al, Naturalia Publications, 2006,  (ISBN 9072619684)
- Flore analytique du département des Alpes Maritimes, Ardoino Honoré, Jeanne Laffitte Reprints, réédition, 1999.
- Flore de la Drôme. Atlas écologique et floristique, Luc Garraud, 01/07/2003, Conservatoire Botanique National Alpin de Gap-Charance -  (ISBN 2-9511864-1-X)

- La grande flore illustrée des Pyrénées, Marcel Saule, 2002, Éditions Milan, Toulouse
- Flore du parc régional du haut Languedoc, Collectif, Éditions du Rouergue
- Flore des Causses : Hautes Terres, Gorges, Vallées et Vallons (Aveyron, Lozère, Hérault et Gard) Bulletin de la Société Botanique du Centre Ouest, nouvelle série, Numéro spécial 14, Christian Bernard, 1996, Société botanique du Centre-Ouest, Saint-Sulpice-de-Royan

- Vadémécum du botaniste de la Région parisienne, H. E. Jeanpert, 1995, Librairie René Thomas, Paris
- Flore de Bourgogne, Poinsot H., Centre National de la recherche Scientifique, Librairie de l'Université, Dijon, 1972
- Nouvelle Flore de Bourgogne, Bulletin scientifique de Bourgogne, Bugnon F., Felzines J.-C., Loiseau J.-E., Royer J.-M., édition hors  série, 3 tomes (Catalogue général et fichiers bibliographiques, clés de déterminations, atlas de répartition), Dijon, 1993
- Nouvelle Flore de Lorraine, Vernier François, Éd. Jean-Pierre KRUCH, Raon l'Étape, 2001.
- Flore illustrée de la région Nord-Pas de Calais et des territoires voisins pour la détermination aisée et scientifique des plantes sauvages J. Franck, JM Gehu, L. Durin, 1989, Région Nord-Pas de Calais, Bailleul
- Atlas de la flore sauvage du département du Loiret, D. Pujol, J. Cordier et J. Moret, Biotope (collection Parthénope)  (ISBN 9782914817196)
- Flore de Lorraine, François Vernier, 1994, Kruch Éditeur, Raon-l'Étape
- Nouvelle flore de Lorraine : une nouvelle édition revue, corrigée et augmentée du Massif Vosgien, François Vernier, 2001, Kruch Éditeur, Raon-l'Étape

- Flore et végétation du Massif armoricain, Des Abbayes H., Presses universitaires de Bretagne, Rennes, 1971
- Flore vasculaire de Basse-Normandie (Cédérom Windows et Mac), Provost Michel, Presses Universitaires de Caen, Caen, 1998
- La Flore des Côtes d’Armor, Philippon, Prelli et Poux, 2006, Collection L’atlas Floristique de Bretagne Éditions Siloë
- La Flore du Morbihan, Rivière, 2007, Collection L’atlas Floristique de Bretagne Éditions Siloë
- La flore du Finistère - Emmanuel QUERRE, Laurent GAGER, Franck HARDY, Sylvie MAGNANON, Rémy RAGOT - Fin décembre 2008, Collection L’atlas Floristique de Bretagne Éditions Siloë
- La Flore d’Ille-et-Vilaine, Diard, 2005, Collection L’atlas Floristique de Bretagne Éditions Siloë

- Flore du domaine atlantique du Sud-Ouest de la France, Raymonde Auger, Jean Laporte-Cru, 1985, CRDP de Bordeaux, Bordeaux
- Guide de la flore méditerranéenne, E.Bayer, K.P.Buttler, X.Finkenzeller, J.Grau. Delachaux et Nieslé, Paris 1989 2009.  (ISBN 978-2-603-01677-0)
- Flora Corsica, Daniel Jeanmonod, Jacques Gamisans, 23/04/2007; Edisud -  (ISBN 978-2-7449-0662-6)

Revues
- Les nouvelles archives de la flore Jurassienne, Société Botanique de Franche-Comté, parution annuelle
- Mail Toutes Fleurs, lettre d’informations du Conservatoire Botanique National Alpin (CBNA), disponible en téléchargement

Sites internet :
- Flore du Grand-Est de la France
- Inventaire de la flore de l'Ain
- La flore de l'Isère
- Flore du département du Puy-de-Dôme
- CBN Alpin et Flore des Alpes
- Flore jurassienne
- Liste des espèces végétales protégées en Languedoc-Roussillon
- Observation d'espèces floristiques patrimoniales en Languedoc-Roussillon
- Flore virtuelle d'Orsay, recherche multicritères
- Flore de France de Fournier mise en ligne par un travail collaboratif, dirigé par l'Université de Nice.
- Conservatoire botanique national du bassin parisien
- Protection et répartition des espèces végétales dans le Bassin parisien
- Observatoires de la flore des collectivités territoriales du Bassin parisien
- Conservatoire botanique national méditerranéen de Porquerolles - antenne de Montpellier : espèces patrimoniales observées en Languedoc-Roussillon

#### Flores spécialisées

##### Classées par domaines
- L'encyclopédie des plantes bio-indicatrices alimentaires et médicinales. Guide de diagnostic des sols Volume 1, Gérard Ducerf, 01/12/2005, Promonature -  (ISBN 2951925840)

Premier tome d'une série annoncée sur les plantes bio-indicatrices accompagné de textes simplifiées et photographies aidant grandement la détermination. La référence dans son domaine.
- Conditions de levée de dormance des principales plantes bioindicatrices, Gérard Ducerf, 04/2006, Promonature,  (ISBN 2-9519258-2-4) (OCLC 708356797)

Guide complet tabulé pour usage sur le terrain
- Guide des groupements végétaux de la région parisienne. Bassin parisien - Nord de la France (Écologie et Phytogéographie), Gérard Arnal, Christian Bock, Marcel Bournérias, 17/01/2002, Belin, Collection Botanique  (ISBN 2-7011-2522-7)

Guide complet de phytosociologie valable au Nord de la Loire. Très détaillé et accompagné de nombreuses photographies, guide à la fois complet et agréable.
- La flore du pharmacien, Reynaud Joël, Ed. Tec et Doc, 2002.
- Plantes sauvages comestibles et toxiques, F.Couplan, S.Styner. Ed. Delachaux et Nieslé, 2018. (ISBN 978-2-603-02547-5)

##### Classées par biotopes
- Flore des champs cultivés, P Jauzein, 11/09/1997, Inra -  (ISBN 2-7380-0594-2)

Clé de détermination des adventices de France. La référence dans le domaine, pour botaniste averti
- Flore forestière française. Guide écologique illustré. Tome 1 : Plaines et collines (1785 p), Tome 2 : Montagnes, Tome 3 : Région méditerranéenne,  Gérard Dumé, Jean-Claude Rameau, Dominique Mansion, 01/10/1994, IDF -  (ISBN 2-904740-16-3),  (ISBN 2-904740-41-4),  (ISBN 978-2-904740-93-0)

Seules sont présentées les espèces liées à la forêt. Dessins et approche écologique de chaque espèce. Plantes vasculaires, mousses et fougères. La référence dans le domaine.
- Plantes des Rizières de Camargue, P Marnotte, A Carrara, E Dominati and F Girardot, CIRAD, 2006  (ISBN 2876146215)
- Flore des vignobles de France CD-ROM, 2001

##### Classées par taxons
- Flore des arbres arbustes et arbrisseaux, Rol R. Jacamon M., La Maison rustique, Paris, 1981
- Les Orchidées sauvages de France. Grandeur nature, Rémy Souche, 28/05/2004, Vilo -  (ISBN 2-7191-0642-9)

Guide photographique d'un passionné autodidacte avec des photos grandeurs nature. Se concentre sur la description tout en étant simple et agréable d'accès.
- Les fougères et plantes alliées de France et d'Europe occidentale, Michel Boudrie, Rémy Prelli, 17/01/2002, Belin, Collection Botanique-  (ISBN 2-7011-2802-1)

Guide complet des fougères et prêles comprenant des textes détaillés et simples d'accès accompagné de photographies. La référence dans le domaine
- Les Ombellifères de France, Tomes 1, 2, 3, 4, 5, Jean-Pierre REDURON, Société botanique du Centre-Ouest, 2008, Niort

Très grande encyclopédie ou chaque famille/genre/espèce est analysée de fond en comble (description, comparaison, biotope, étymologie, histoire...) Avec une grande partie analyse chimique. De nombreuses information inédites. La référence dans le domaine.
- Nouvelle flore des lichens : pour la détermination facile des espèces, Barthélemy Alphonse, Boistel Martin, Belin, Paris, (réédition) 1986.
- Flore des lichens de France et de Grande-Bretagne, Guillaumot, Éditions Lechevalier, Paris, 1998
- Les Callitriches, Henriette Dorothea 1967, en Français, Éditions Lechevalier, Paris

systématique française
- Les monographies de Robert Portal sur les Graminées, en particulier : Festuca du Massif central, Festuca de France, Bromus de France, Eragrostis de France et d'Europe occidentale et Poa de France

Les clés de déterminations sont très précises, chaque espèce est illustrée par un dessin et une discussion sur le taxon la complète.Édités par l'auteur : Robert Portal 16 rue Louis Brioude F - 43750 Vals-près-le-Puy
- Flore et cartographie des carex de France. 3e édition, Gérard Duhamel, 22/10/2004, Boubée -  (ISBN 2-85004-111-4)
- Flore des graminées de Provence occidentale Bernard Girerd, 1988 ; Société Botanique du Vaucluse, Avignon.

### En Grande-Bretagne
- Colour Identification Guide to the Grasses, Sedges, Rushes and Ferns of the British Isles and North-Western Europe, Francis Rose, Viking Books, 1989  (ISBN 0670806889)

Identification des Carex, graminées et fougères des Iles britanniques et du Nord-Ouest de l'Europe (en anglais)
- Carex des Îles Britanniques (Sedges of the british isles), A. C. Jermy, A. O. Chater, R. W. David, 1982 ; Bot. Soc. of British Isles, Londres

Version francophone uniquement sur les Carex des Iles Britanniques
- Atlas of the Bryophytes of Britain and Ireland: Volume 1 (Liverworts) Hepaticeae and Anthocerotae, Volume 2 (Mosses Part 1)

Sphagnopsida, Andreaeopsida & Bryopsida (excl Diplolepidae), Volume 3 (Mosses Part 2) Diplolepideae  M Hill, Harley Books
Ce travail, en trois volumes, est le résultat d'une enquête systématique fondée en 1960. Chaque volume propose des cartes de distribution, des notes sur l'habitat et la distribution comparative internationale.
- Flore des lichens de France et de Grande-Bretagne, Guillaumot, Éditions Lechevalier, Paris, 1998

### Aux Pays-Bas
- De Vegetatie van Nederland, JHJ Schaminee, AHF Stortelder and PWFM Hommel Opulus Press (de 1995 à aujourd'hui)

Nouvelle référence remplaçant le travail  par Westhoff et (1969). Le travail doit paraître dans cinq volumes (4 édités). Il y a une introduction prolongée à phytosociologie moderne et présente une description systématique de toutes les communautés de plante reconnues dans les Pays-Bas. Des tables phytosociologiques complètes et plusieurs spectres (la forme de vie, le type de distribution, etc) sont inclus pour chaque unité syntaxonomicale. Bien qu'écrit en néerlandais, la plupart du livre est accessible via les tables et les illustrations.

### En Finlande
- NaturGate : Site en français présentant près de 400 000 photos de plantes, oiseaux et autres papillons, avec des informations sur leur habitat naturel. Ce site est le résultat d’un travail de 20 ans effectué par deux réalisateurs finlandais et le tout a été validé par des chercheurs de l’Université de Helsinki et le réseau de scientifiques CICERO Learning.

### En République tchèque
- The Flora of the Czech Republic (Kvetena Ceske Republiky) 8 volumes, B Slavik, Academia

La flore détaillée des plantes vasculaires de la République tchèque, couvrant les plantes indigènes et introduites.

### En Russie
- Flora of Russia, 11 Volume The European Part and Bordering Regions, Taylor & Francis, Ed. NN Tzvelev.

Cette série de 11 Volumes est une traduction de Flora Evropeiskoi Chasti SSR en anglais. Elle fournit des informations sur les espèces sauvages et cultivées les plus importantes se développant dans la partie européenne de la Russie et ses régions limitrophes. Ce livre aborde leur systématique, leurs conditions d'habitat, le nombre de chromosomes...

## En Méditerranée
- Plant Evolution in the Mediterranean, JD Thompson, Oxford University Press, 2005,  (ISBN 0198515340)
- OPTIMA (Organisation for the Phyto taxonomic investigation of the mediterranean area)

### En Afrique du Nord
- Flore de l'Afrique du Nord, René Maire (téléchargeable en ligne) œuvre de référence hélas inachevée.

### En Algérie
- Pierre Quézel et Sébastien Santa (préf. Louis Emberger), Nouvelle flore de l’Algérie et des régions désertiques méridionales, Paris, CNRS, 1962-1963, 1170 p. (lire en ligne)

### En Italie
- Flora d'Italia, Sandro Pignatti et al, Bologna, Edagricole, 1982. pag. 216  (ISBN 8850624492)
- Flora Italica
- Actaplantarum
- AMINT

### En Espagne
- Flora Ibérica, plantas vasculares de la peninsula ibérica e islas baleares, Santiago Castroviejo rt al. 1993, en Espagnol ; Real Jardín Botánico, Madrid.

Flore complète couvrant la totalité des régions d'Espagne, du Portugal et des Iles Baléares. C'est une flore abondamment illustrée, avec clé de détermination, description, localisation, habitats et synonymie de chaque espèce. Tous les volumes ne sont pas encore parus.
- Los Arboles y Arbustos de la Peninsula Iberica e Islas Baleares, Especies Silvestres y las Principales Cultivadas, Gines A Lopez Gonzalez, Mundi-Prensa, 2006,  (ISBN 8484762726)
- Flora Briofitica Ibérica, Bryophyta, Bryopsida: Pottiales & Encalyptales 3 volumes, Edited by J Guerra, MJ Cano and RM Ros, 2006, SEB 8460990974
- Site internet : Naturaleza, flora y fauna Cantábrica
- (es) Gabriel Blanca, Baltasar Cabezudo, Miguel Cueto, Concepción Morales Torres et Carlos Salazar, Flora Vascular de Andalucía Oriental, Grenade, Universidades de Almería, Granada, Jaén y Málaga, Granada., 2011, 2e éd., 1751 p. (ISBN 978-84-338-5217-5, 978-84-8240-983-2 et 978-84-8439-582-9, lire en ligne)

### En Égypte
- Flora of Egypt, Volume 1: Azollaceae-Oxalidaceae, Volume 2: Geraniaceae - Boraginaceae, Volume 3: Verbenaceae-Compositae, Volume 4: Monocotyledons(Alismataceae-Orchidaceae), Loutfy Boulos, Al Hadara Publishing

Série à quatre volumes consacrée à la flore de l'Égypte. Chaque volume contient des clefs aux genres et à l'espèce pour aider l'identification et des citations complètes pour le nom accepté et les synonymes, une description concise, la distribution en Égypte, l'habitat et la distribution générale. Sont présentes également des notes sur les utilisations économiques ainsi qu'une discussion sur la taxonomie de l'espèce.

### En Israël et Palestine
- Flora Palaestina, Part 1 : Equisetaceae to Moringaceae (2 volumes), Part 2 : Platanaceae to Umbelliferae, Part 3 : Ericaceae to Compositae, Part 4 : Alismataceae to Orchidaceae, Michael Zohary, Israel Academy of Sciences and Humanities
- Distribution Atlas of Plants in the Flora Palaestina Area, A. Danin, Israel Academy of Sciences and Humanities, 2004,  (ISBN 9652081671)
- The Bryophyte Flora of Israel and Adjacent Regions, C Clara Heyn and Ilana Hernstadt, Israel Academy of Sciences and Humanities, 2004  (ISBN 9652081523)
- Flore d'Israel

### Au Maroc
- Catalogue des plantes vasculaires du Nord du Maroc, incluant des clés d'identification par B. Valdés, M. Rejdali, A. Achhal el Kadmiri, J. L. Jury et J. M. Montserrat, Consejo superior de investigacione scientíficas, vol. I (lire en ligne)
- Catalogue des plantes vasculaires du Nord du Maroc, incluant des clés d'identification par B. Valdés, M. Rejdali, A. Achhal el Kadmiri, J. L. Jury et J. M. Montserrat, Consejo superior de investigacione scientíficas, vol. II (lire en ligne)

### En Tunisie
- Flore de la Tunisie en 3 tomes :
  - Auguste Cuénod, Germaine Pottier-Alapetite (collaboration) et Augustin Labbe (collaboration), Flore analytique et synoptique de la Tunisie : Cryptogames vasculaires, Gymnospermes et Monocotylédones, Tunis, Office de l'expérimentation et de la vulgarisation agricoles (Imprimerie S.E.F.A.N.), 1954, [1]-39, [1]-287 (lire en ligne)
  - Germaine Pottier-Alapetite, Flore de la Tunisie : Angiospermes - Dicotylédones, vol. 1 : Apétales - Dialypétales, Tunis, Ministère de l'Enseignement supérieur et de la Recherche scientifique et ministère de l'Agriculture, 1979, 1-651 p. (lire en ligne)
  - Germaine Pottier-Alapetite, Flore de la Tunisie : Angiospermes - Dicotylédones, vol. 2 : Gamopétales, Tunis, Ministère de l'Enseignement supérieur et de la Recherche scientifique et ministère de l'Agriculture, 1981, 655-1190 p. (lire en ligne)
- Édouard Le Floc'h, Loutfy Boulos et Errol Véla, Catalogue synonymique commenté de la flore de Tunisie, Tunis, Ministère de l’Environnement et du Développement durable, 2010, 500 p. (lire en ligne)

### En Turquie
- Flora of Turkey and the East Aegean Islands (1965-2000) (11 Volumes), Peter Davis, Edinburgh University Press, 2008  (ISBN 9780748637775)

Cette série monumentale présente la richesse et la diversité de flore turque dans neuf volumes (1966-85), plus deux suppléments (1988; 2001). C'est une contribution majeure à l'étude de floristique du Sud-ouest de l'Asie et la région de la Méditerranée orientale et représente le travail de la vie de Peter Hadland Davis (1918-1992).

### En Grèce
- Flora hellenica 10 volumes, Arne Strid and Kit Tan, Koeltz Scientific Books

Flore complète de la Grèce composée de 10 volumes, proche dans son format de Flora europaea